# Xie-Clan der Chen-Kommandantur
Xie-Clan der Chen-Kommandantur (陳郡謝氏) stammte aus dem Chen in heutigem Zhoukou, Henan. Chen (chinesisch 陳) war ein kleiner Staat in der Westlichen Zhou-Dynastie und zur Zeit der Frühlings- und Herbstannalen in China. Sein Territorium bestand aus der Umgebung einer Stadt in der Nähe des heutigen Huaiyang (Provinz Henan). Damals bildete Chen die Grenze zum Staat Chu.
Neben dem Wang-Clan in Langya war der Xie-Clan berühmt in China. „Wang-Xie“ (王謝) wurden zuerst in der Zeit der Jin-Dynastie  (265–420) bekannt, und behalten ihre Bedeutung bis heute.

## Die Schlacht am Feishui
Xie An setzte seinen Neffen Xie Xuan als General für das Gebiet zwischen den Flüssen Huai und Jangtse ein. Um die Armee der Zentralregierung zu verstärken, rekrutierte er Truppen unter den Einwohnern dieses Gebietes sowie unter den Flüchtlingen, die besonderes Interesse an der Verteidigung gegen den Norden hatten. Damit schuf er die Beifu-Armee (北府軍 / 北府军,  Bĕifŭ Jūn), die später die Hauptarmee der Jin und der südlichen Dynastien wurde.
Bereits als der Kaiser der Früheren Qin Fu Jian (苻堅 / 苻坚,  Fú Jiān) 370 die Früheren Yan vernichtet hatte, plante er einen Angriff auf die Östliche Jin, um China zu vereinigen. 378 eroberte er Hubei und versuchte Xuzhou einzunehmen, wurde jedoch abgewehrt. 382 konnten seine Truppen das westliche Hinterland befrieden. Im August des darauf folgenden Jahres war Fu Jian der Meinung, dass nun die Zeit reif sei für einen Angriff auf den Süden. Er mobilisierte das gesamte Militär des Landes und zog nach Süden. Die Nachricht vom Aufmarsch Fu Jians war wie ein Schock für die Östliche Jin. Xie An versuchte, die Lage zu beruhigen, gab Xie Shi (謝石 / 谢石,  Xiè Shí) den Befehl über die Hauptstreitkräfte und setzte Xie Xuan als Kommandeur der Vorhut ein, um Fu Jian abzuwehren. Zu dieser Zeit verfügte Fu Jian über Truppen von 600.000 Mann, während die gesamte Beifu-Armee der Jin lediglich 80.000 Soldaten zählte.
Fu Jian sandte General Zhu Xu (朱序,  Zhū Xù), der gerade vor ihm kapituliert hatte, zu Xie Shi, um auch diesen zur Kapitulation zu bewegen. Zhu Xu verriet Xie Shi jedoch die Stärken und Schwächen der Qin-Armee und entwickelte mit ihm eine Strategie zur Abwehr von Fu Jians Armee. Im November 383 trafen die beiden Armeen am Fluss Fei (淝水,  Féishuĭ) in der heutigen Provinz Anhui aufeinander. Xie Shi ließ seine Truppen überall im hohen Gras Standarten eingraben, damit seine Armee zahlenmäßig größer erschien, um einen Angriff von Fu Jian zu verhindern. Im Dezember bat Xie Xuan Fu Jian darum, ein wenig zurückzuweichen, damit die Armee des Südens über den Fluss setzen konnte und eine Entscheidungsschlacht geschlagen werden konnte. Fu Jian willigte ein. Jedoch geschah der Rückzug ungeordnet, und die Jin-Generäle, die zuvor kapituliert hatten, verbreiteten in den hinteren Reihen von Fu Jians Truppen, die Schlacht sei verloren und die Armee deshalb auf dem Rückzug. Die gesamte Schlachtordnung der Qin geriet ins Wanken, noch bevor es überhaupt zum Feindkontakt kam. Die Vorhut der Jin nutzte die Gelegenheit und griff an. Die Qin-Armee erlitt eine totale Niederlage. Fu Jian wurde von einem Pfeil verletzt. Diese Schlacht war in der Geschichte der Östlichen Jin von herausragender Bedeutung.
Nach der Schlacht wurde Xie An der Oberbefehlshaber des Militärs und übernahm die Aufgabe, die nun zerfallene Frühere Qin zu erobern. 384 befahl er Xie Xuan, einen Feldzug nach Norden durchzuführen. Um die Versorgung diesmal besser zu garantieren, errichtete man einen Kanal. Diese Expedition konnte alle Gebiete nördlich des Gelben Flusses zurückerobern. Auch das verlorene Sichuan konnte die Jin-Armee zurückgewinnen. Während Xie Xuan für weitere Expeditionen nördlich des Gelben Flusses Vorbereitungen traf, schwelte der Neid auf dessen Erfolge am Hof. Der damalige Staatsminister Sima Daozi (司馬道子 / 司马道子,  Sīmǎ Dàozĭ) befahl Xie Xuan die Vorbereitungen aufzugeben, da er meinte, die Armee hätte ihre Kapazitäten überstrapaziert. Dies verhinderte weitere Feldzüge nach Norden.

## Der Untergang der Östlichen Jin-Dynastie
Nach der erfolgreichen Abwehr gegen die Bedrohung aus dem Norden verfiel die Jin-Dynastie wieder in ihre gewohnte innere Unruhe. Der erfolgreiche Minister Xie An (谢安), dessen Bruder die Armee in der Schlacht am Feishui befehligt hatte, wurde vom Kaiser verdächtigt und in Verbannung geschickt. Die Machtkämpfe zwischen verschiedenen Blöcken und Familien arteten in Bürgerkriegen aus. Verschiedene Lokalfürsten hatten sich de facto von der Zentralregierung abgesetzt und waren nur noch nominell der Zentralregierung hörig. Selbst die Steuereinnahmen in ihren Gebieten wurden nicht mehr an die Zentralregierung weitergereicht, so dass letztendlich die gesamten Staatsausgaben auf Einnahmen von insgesamt nur acht Präfekturen fußten, die den heutigen Provinzen Jiangsu südlich des Yantsekiang und Zhejiang entsprachen. Die Steuerlast und Fronarbeitslast für die Bevölkerung waren enorm. Es gab Berichte aus der Zeit, wonach sich Menschen selbst verstümmelten, um sich von der Fronarbeit befreien zu lassen.
Im Frühjahr 402 rebellierte einer dieser Präfekten und besetzte die Hauptstadt. Er ließ sich zum Kaiser von Chu ausrufen. Ein bis zwei Jahre später konnte er von einem anderen Präfekten Liu Yu (刘裕) geschlagen werden. Liu ließ das Jin-Kaiserhaus wiedererrichten, kontrollierte jedoch selbst die gesamte Regierung und den Kaiser selbst. Schließlich im Jahre 420 sah Liu seine Regierung genügend gefestigt. Er ließ den letzten Jin-Kaiser absetzen und sich selbst zum Kaiser der Früheren Song-Dynastie ausrufen.

## Berühmte Personen
- Xie An (謝安) (320–385), Staatsmann und Premierminister der Jin-Dynastie
- Xie Daoyun (謝道韫) (340–399), Dichterin
- Xie Lingyun (謝靈運) (385–433), Dichter

## Berühmte Personen heute
- You Xie (谢盛友), deutscher Verleger, Journalist, Schriftsteller und Kommunalpolitiker (CSU) chinesischer Herkunft.
- Frank Hsieh (謝長廷), ehemaliger Bürgermeister Kaohsiung, Premierminister der Republik China (Taiwan)
- Hsieh Fa-dah (謝發達) (* 1950), Vice Minister of Economic Affairs of the Republic of China (2006–2008)
- Hsieh Shou-shing (謝曉星) (* 1950), Minister of Atomic Energy Council of the Republic of China
- Hsieh Tung-min (謝東閔) (1908–2001), Politiker der Kuomintang Vizepräsident der Republik China (Taiwan)
- Xie Fuzhi (谢富治) (1909–1972), Communist Party of China military commander and political commissar
- Xie Jinyuan (謝晉元), Commander of the Defense of Sihang Warehouse in the National Revolutionary Army of China during the Second Sino-Japanese War
- Jhy-Wey Shieh (謝志偉), taiwanischer Germanist und der derzeitige diplomatische Vertreter Taiwans in der Bundesrepublik Deutschland